# Gmina Wiśniowa (Powiat Myślenicki)
Die Gmina Wiśniowa ist eine Landgemeinde im Powiat Myślenicki der Woiwodschaft Kleinpolen in Polen. Ihr Sitz ist das gleichnamige Dorf.

## Gliederung
Zur Landgemeinde (gmina wiejska) Wiśniowa gehören folgende sieben Dörfer mit einem Schulzenamt:
Glichów
Kobielnik
Lipnik
Poznachowice Dolne
Węglówka
Wierzbanowa
Wiśniowa

## Persönlichkeiten
- Adam Czerwiński (* 1988), Mittelstreckenläufer